# Colin Hicks
Colin Hicks (Cornovaglia, febbraio 1941) è un cantante e chitarrista britannico e fratello minore del cantante Tommy Steele.

## Biografia

### 1957-1958: Colin Hicks & the Cabin Boys
La carriera di Colin Hicks iniziò nel 1957, quando il cantante fondò la band di rock and roll britannico Colin Hicks & The Cabin Boys. Nel novembre del 1957, la rivista di musica britannica, NME, riportò la notizia che il manager di Tommy Steele, Larry Parnes, aveva messo sotto contratto Colin Hicks organizzandogli un tour di dieci settimane con Marty Wilde.
Nel 1958, dopo alcune apparizioni televisive, la band firmò un contratto discografico con la Pye Records e pubblicò alcuni singoli con questa etichetta, tra cui La Dee Dah (Pye Nixa, 1958). Colin Hicks, pur non avendo in patria lo stesso successo del fratello, nel 1959 divenne famoso in Europa per un mondo movie di Alessandro Blasetti intitolato Europa di notte, in cui cantava Giddy Up a Ding Dong, brano che divenne una piccola hit italiana.

### 1960-1962: Il periodo italiano, I Ribelli, The Rokes
Già nel 1959 Colin Hicks & The Cabin Boys avevano quindi firmato un contratto con l'etichetta italiana Broadway international di Davide Matalon, con cui pubblicarono diversi singoli. Colin Hicks nel frattempo si era trasferito in Italia, precorrendo quello che di li a poco succederà con la Brit-It invasion dell'epoca beat, mentre parte della band originaria decise di tornare in Inghilterra, dove fondarono i Nero & the Gladiators. Furono di questo periodo i numerosi tour italiani, l'apparizione nel musicarello Juke box - Urli d'amore di Mario Morassi e le collaborazioni con il gruppo di rock and roll italiano I Ribelli: nel 1960 uscirono a nome Colin Hicks e i Ribelli Love's Made a Fool of You (Broadway International) e Garden Of Eden / For Every Boy (Broadway International). Nel 1961, anche Ricky Gianco entrò per un breve periodo nei the Cabin Boys.
Tra i molti tour europei è da menzionare il tour in Jugoslavia, che lo attestò come il primo cantante occidentale che suonò in un paese comunista.
Nel 1962, durante un tour in Germania, incontrò ad Amburgo la band Shel Carson Combo (che di li a poco diventerà The Rokes), e li invitò a seguire i The Cabin Boys, la sua backing band, nel suo tour italiano. Durante il concerto, a Torino Colin Hicks perse la voce, ma lo spettacolo non venne annullato. A Shel e compagni venne chiesto di esibirsi al suo posto: si presentarono con il loro nome originario ed eseguirono il loro repertorio, costituito da cover di brani blues e rock'n'roll, riscuotendo un notevole successo, al punto che vennero scritturati per dei concerti autonomi. Da qui iniziò la carriera italiana della prima band della Brit-It invasion, prima come backing band di Rita Pavone (con lei incisero anche San Francisco), poi come gruppo autonomo.
Nel 1965 Colin Hicks si esibì a Roma per un brevissimo periodo al teatro Vittoria (Testaccio).
Di lì a poco, la carriera di Colin Hicks, anche per il cambio di gusto delle nuove generazioni che si rivolsero alla nascente musica beat, volse al termine.

### Le compilazioni e le greatest hits
Sin dagli anni '80, con la riscoperta delle sonorità rock and roll che seguì il punk rock, molte furono le compilazioni che inclusero brani di Colin Hicks.
Nel 1994 la Rockin' Ghost Records pubblicò poi una antologia dei Colin Hicks and His Cabin Boys intitolata Anthology 1957-1961, mentre nel 2004 la Pink 'N' Black Records pubblicò un doppio CD di greatest hits che vedeva nel primo disco i successi di Tommy Steele e nel secondo quelli di Colin Hicks.

## Discografia

### Singoli ed EP
- 1957 - Wild Eyes And Tender Lips/Empty Arms Blues
- 1958 - La Dee Dah/Wasteland
- 1958 - Little Boy Blue/Jambalaya[4]
- 1959 - Europa Di Notte
- 1959 - Brand New Cadillac/Tallahassee Lassie
- 1959 - Oh Boy/Rock & Roll Shoes
- 1959 - Giddy-Up-A Ding Dong/Hanging Around
- 1959 - Sexy Rock/Johnny B. Goode[2]
- 1960 – Love's Made a Fool of You/Blue Moon of Kentucky (Broadway, B 1029; con I Ribelli)
- 1960 – Garden of Eden/For Every Boy (Broadway, B 1030; con I Ribelli)

### Album
- The History of Rock'n'Roll